# Männerturnverein Stuttgart 1843 2014-2015
Questa voce raccoglie le informazioni riguardanti il Männerturnverein Stuttgart 1843 nelle competizioni ufficiali della stagione 2014-2015.

## Organigramma societario
Area direttiva
- Presidente: Tim Zimmermann
- Segreteria generale: Matthias Kalig

Area organizzativa
- Team manager: Udo Spiller
- Tesoriere: Andreas Offele

Area tecnica
- Allenatore: Guillermo Hernández
- Allenatore in seconda: Giannīs Athanasopoulos
- Scout man: Andreas Bühler

Area marketing
- Responsabile marketing: Frank Reussel

Area sanitaria
- Medico: Andreas Hans Hoffmann
- Fisioterapista: Pia Wilke

## Rosa
| N° | Nome                   | Ruolo | Data di nascita   | Nazionalità sportiva |
| -- | ---------------------- | ----- | ----------------- | -------------------- |
| 1  | Jelena Wlk             | S     | 16 aprile 1993    | Germania             |
| 2  | Mareike Hindriksen     | P     | 14 novembre 1987  | Germania             |
| 3  | Micheli Pissinato      | C     | 28 marzo 1984     | Brasile              |
| 4  | Martina Malević        | L     | 7 dicembre 1990   | Croazia              |
| 5  | Kim Renkema            | S     | 28 giugno 1987    | Paesi Bassi          |
| 7  | Renáta Sándor          | S     | 15 dicembre 1990  | Ungheria             |
| 8  | Katherine Harms        | S/O   | 29 novembre 1990  | Stati Uniti          |
| 10 | Heather Meyers         | S/O   | 18 aprile 1989    | Stati Uniti          |
| 11 | Tamari Miyashiro       | L     | 8 giugno 1987     | Stati Uniti          |
| 12 | Athīna Papafōtiou      | P     | 23 agosto 1989    | Grecia               |
| 15 | Nichole Lindow         | C     | 6 agosto 1992     | Stati Uniti          |
| 16 | Alessandra Jovy-Heuser | C     | 22 settembre 1991 | Germania             |